# Porta Santa Croce (Parma)
La Porta Santa Croce è una porta cittadina rinascimentale superstite della distrutta cinta muraria di Parma; sorge a lato del piazzale omonimo, al termine di strada Massimo D'Azeglio nel quartiere Oltretorrente.

## Storia
Su iniziativa del Comune di Parma nel 1212 il perimetro delle mura cittadine fu ampliato verso ovest, fino ad abbracciare la romanica chiesa di Santa Croce, eretta negli stessi anni a fianco della via Emilia; accanto al tempio, molto frequentato dai pellegrini che percorrevano la via Francigena diretti dal nord alla città di Roma, fu edificata in legno l'originaria porta, che prese il nome dal luogo di culto.
Nel 1259 la struttura, considerata di importanza strategica in quanto orientata verso Piacenza e Milano, fu completamente ricostruita in mattoni e pietre. Nel 1347 Luchino Visconti, signore di Milano, fece innalzare a difesa della porta una fortezza, munita di torri e fossato, oggi scomparsa.
In seguito alla conquista della città da parte dello Stato della Chiesa, nel 1526 il papa Clemente VII incaricò l'architetto Antonio da Sangallo il Giovane della progettazione di nuove mura, adeguate alle esigenze militari dell'epoca. I lavori furono però avviati soltanto verso la metà del XVI secolo, in occasione della fondazione del ducato di Parma e Piacenza da parte del papa Paolo III, che nel 1545 conferì probabilmente all'architetto Benedetto Zaccagni detto "Torchiarino", figlio del più noto Bernardino, l'incarico di edificare una nuova Porta Santa Croce in stile rinascimentale; la struttura fu realizzata molto più alta della precedente in quanto destinata ad ospitare nei piani superiori vari ambienti adibiti a residenza estiva dei futuri duchi. Nel 1585 le sei camere nobili interne furono decorate con affreschi.
Nella prima metà del XIX secolo fu edificata accanto alla porta una nuova barriera daziaria in asse con la via Emilia, abbattuta agli inizi del XX insieme alla cinta muraria cittadina per volere dell'amministrazione comunale; fu risparmiata soltanto la struttura cinquecentesca, chiusa da lungo tempo.
Il grande piazzale fu risistemato intorno al 1960, con la realizzazione di un'ampia aiuola ovale al centro, decorata con sei fontane e numerose piante ad alto fusto; gli specchi d'acqua sopravvissero per meno di vent'anni, fino al loro definitivo interramento. Tra il 1993 e il 1994 l'area fu completamente riqualificata e fu collocato nel mezzo dello spartitraffico centrale il marmoreo monumento alla via Emilia, in seguito rinominato all'imprenditore Pietro Barilla, che nel 1987 lo aveva commissionato allo scultore Pietro Cascella e donato alla città.
Nel 1990 l'antica Porta Santa Croce fu concessa in uso al circolo sportivo-culturale "Giovane Italia", che la adibì a propria sede.

## Descrizione

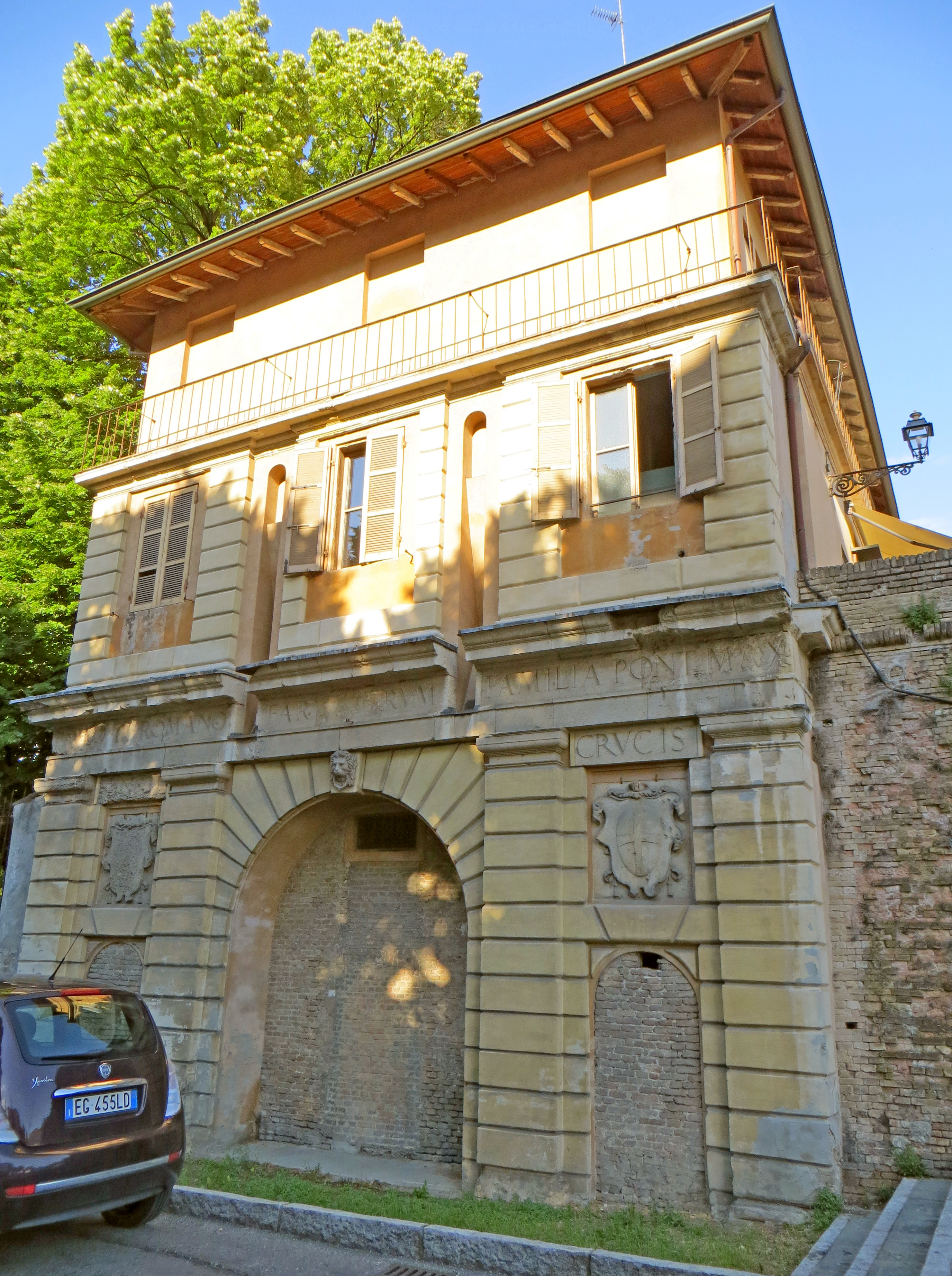
Antico portale d'ingresso

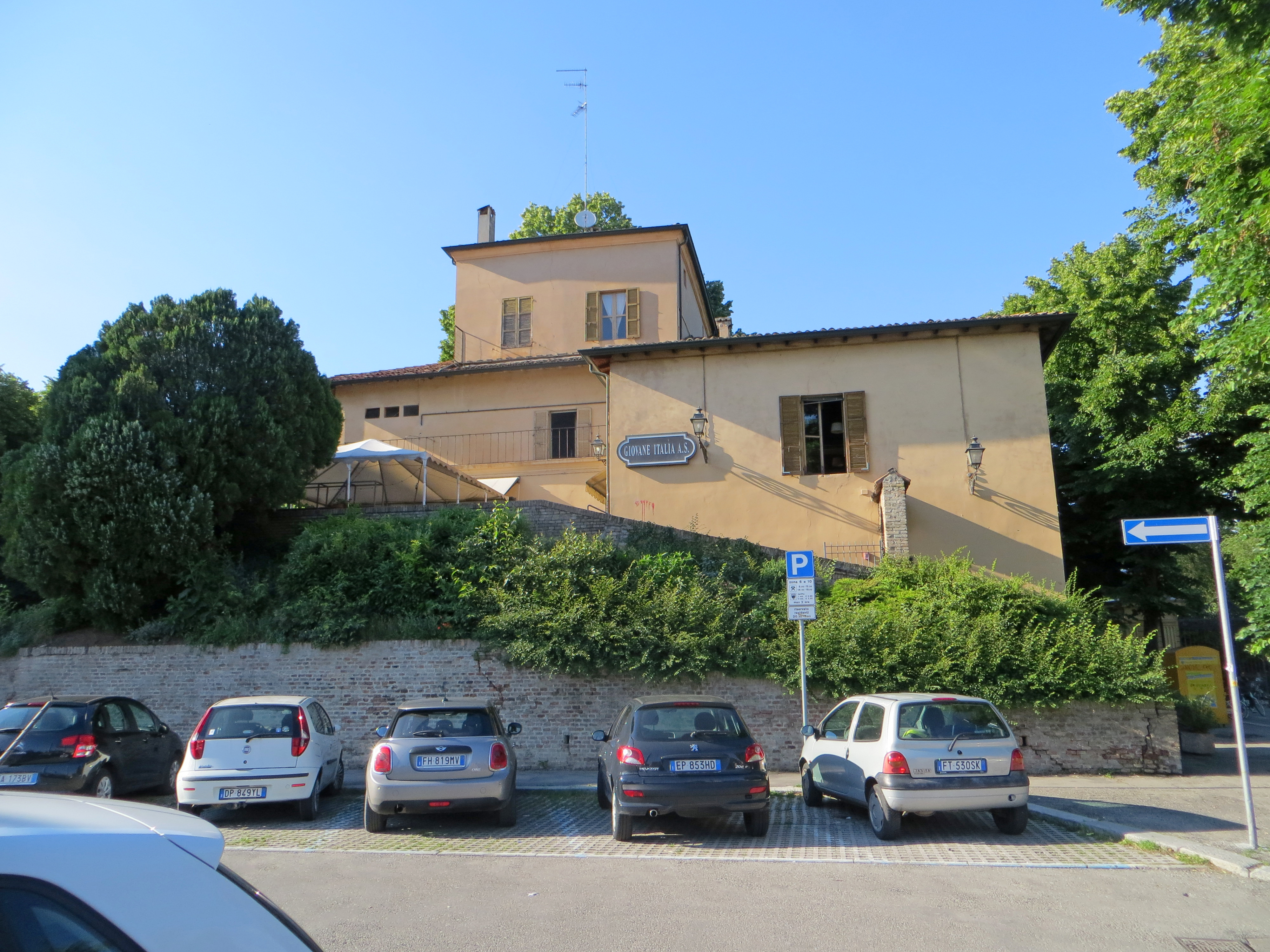
Lato sud

Il corpo cinquecentesco principale della Porta Santa Croce si sviluppa su una pianta rettangolare, che si innalza su quattro livelli fuori terra tra il grande piazzale omonimo e il Parco Ducale.
La simmetrica facciata esterna, interamente intonacata, nei due primi piani è suddivisa verticalmente in tre parti in perfetta proporzione aritmetica. Il livello terreno è caratterizzato dal rivestimento a strisce in rilievo, che copre anche le quattro lesene coronate da capitelli tuscanici che si alternano agli ingressi oggi murati; al centro è presente il grande arco a tutto sesto che un tempo costituiva l'accesso principale, mentre ai lati sono ancora visibili i piccoli portali laterali, sovrastati da grandi stemmi scolpiti. L'architrave superiore è decorato con l'epigrafe, in parte cancellata, Paulo III Romano Farnesorium Familia Pont. Max. e, a capo, Sancte Crucis. Il primo piano è caratterizzato dalla presenza delle alte fessure che in origine ospitavano i bolzoni del ponte levatoio; esse suddividono la fronte in tre grandi rettangoli delimitati da cornici a strisce in rilievo, al centro delle quali si aprono altrettante alte finestre. Il livello superiore, più arretrato, è preceduto da un terrazzino con ringhiera, mentre ancora più all'interno si innalza la torretta del quarto piano.
Il prospetto interno, regolare ma privo di decorazioni, è ancora caratterizzato dall'ampio arco centrale a tutto sesto che inquadra l'ingresso.
A sud si innalza sul lato esterno un breve segmento delle antiche mura cinquecentesche in mattoni, oggi coperto da un terrazzo panoramico, su cui si apre il primo piano dell'edificio; in adiacenza, in corrispondenza dello spigolo sud-ovest della porta si eleva su due livelli un ulteriore corpo di fabbrica, affiancato dalla scala che conduce direttamente al belvedere.